# 関市立博愛小学校
関市立博愛小学校（せきしりつ はくあいしょうがっこう）とは、岐阜県関市にある公立小学校。

## 通学区域
- 通学区域は旧・武儀郡武芸川町南部の地域（武芸川町跡部、武芸川町高野、武芸川町八幡、武芸川町小知野）である。公立中学校の進学先は関市立武芸川中学校である[1]。

## 沿革
- 1872年（明治5年） - 武儀郡高野村に俊明学校が開校。
- 1880年（明治13年） - 俊明学校が分割される。尚、各村の校名は以下のとおりであり、多くの学校は俊明学校の名を引き継ぐこととなる。
  - 公立俊明学校（高野村）
  - 公立俊明学校（広見村）
  - 公立俊明学校（小知野村）
  - 公立跡部学校（跡部村）
  - 公立武芸学校（八幡村）
- 1886年（明治19年） - 高野村、広見村、小知野村、跡部村、八幡村の5ヶ村の共同で、現在地に博愛尋常小学校を設立。
- 1893年（明治26年） - 博愛尋常高等小学校に改称する。
- 1897年（明治30年）4月1日 - 高野村、広見村、小知野村、跡部村、八幡村が合併し、南武芸村が発足。
- 1910年（明治43年） - 附設農業補習学校、附設裁縫補習学校ができる。
- 1941年（昭和16年） - 博愛国民学校に改称する。
- 1947年（昭和22年） - 南武芸村立博愛小学校に改称する。
- 1956年（昭和31年）9月29日 - 
  - 東武芸村と南武芸村の大部分（広見地区を除く）とが新規合併し、武芸村となる。これに伴い、武芸村立博愛小学校に改称する。
  - 広見地区が、関市に編入される。広見地区の児童は引き続き博愛小学校への通学となる。
- 1957年（昭和32年） - 校区が変更され、広見地区の児童は関市立瀬尻小学校への通学となる。
- 1965年（昭和40年）4月1日 - 町制施行にともない改称し武芸川町となる。同時に武芸川町立博愛小学校に改称する。
- 1971年（昭和46年） - 体育館完成（3月）。プール完成（7月）。
- 1975年（昭和50年） - 鉄筋コンクリート3階建の新校舎（第一期工事）完成。
- 1980年（昭和55年） - 新校舎（第二期工事）完成。
- 1993年（平成5年） - ふれあいルーム（学校食堂）完成。
- 2005年（平成17年）2月7日 - 武芸川町が関市に編入される。同時に関市立博愛小学校に改称する。

## その他
- 1886年（明治19年）に新たな学校の建設地を決める際、各村から等しい距離の場所に建設されることとなった。測定は、各村の集落で最も外れにある人家から歩測で行われ、決められた位置が現在の博愛小学校の場所である。測定の基準となった人家と歩測の数値は、「小知野村東洞奥より4000足」「八幡村若園重太夫家より2858足」「跡部村虚空蔵坂より2600足」「広見村より3790足」である[2][3]。

## 義務教育学校の計画
- 児童数及び生徒数の減少、小規模校の適正化のため、武芸川中学校、武芸小学校、博愛小学校を統合し、2026年度以降に義務教育学校にする計画である。